# Sergio Sagnotti
Sergio Sagnotti (* 27. Januar 1927 in Rom; † 17. April 1980 ebenda) war ein italienischer Stuntman und Waffenmeister.
Sagnotti begann seine Karriere 1964 mit Sette A Tebe beim italienischen aktionsorientierten Kino und hatte bis Mitte der 1970er Jahre viele Rollen als Stuntman sowie etwa 10 Nebenrollen inne. Im gleichen Zeitraum wirkte er v. a. bei Italowestern und Poliziotteschi als Waffenmeister und Stunt-Koordinator.

## Filmografie (Auswahl)
- 1967: Django – Kreuze im blutigen Sand (Cjamango)
- 1970: Spiel dein Spiel und töte, Joe (Spiel dein Spiel und töte, Joe)
- 1971: Dakota – Nur der Colt war sein Gesetz (Rimase uno solo e fu la morte per tutti!)